# Hydractinia multigranosi
Hydractinia multigranosi är en nässeldjursart som beskrevs av Namikawa 1991. Hydractinia multigranosi ingår i släktet Hydractinia och familjen Hydractiniidae. Inga underarter finns listade i Catalogue of Life.